# San Juan de la Costa
San Juan de la Costa ist eine Kommune im Süden Chiles. Sie liegt in der Provinz Osorno in der Region de los Lagos. Sie hat 7512 Einwohner und liegt ca. 120 Kilometer nordwestlich von Puerto Montt, der Hauptstadt der Region.

## Geschichte
Ursprünglich lebten auf dem Gebiet die Huilliche. Im Zuge der Kolonialisierung zogen nach und nach auch vermehrt europäischstämmige Siedler in die Region. Am 26. Oktober 1979 wurde die Gemeinde San Juan de la Costa offiziell gegründet und wurde damit die 7. Kommune der Provinz Osorno. Durch die Gründung sollte der Bevölkerung des Gebiets eine bessere Repräsentation ermöglicht werden. Seit 1980 ist der Hauptort der Kommune das Dorf Puaucho, 30 km westlich der Stadt Osorno. Noch heute ist die Gemeinde eines der Hauptsiedlungsgebiete der Huilliche.

## Demografie und Geografie
Laut der Volkszählung aus dem Jahr 2017 leben in Llanquihue 7512 Einwohner, davon sind 4011 männlich und 3501 weiblich. 15,6 % leben in urbanem Gebiet, der Rest in ländlichem Gebiet. Die Kommune San Juan de la Costa setzt sich aus mehreren Dörfern zusammen: Neben dem Hauptort Puaucho gehören auch die Küstendörfer Pucatrihue, Maicolpue und Bahia Mansa, das einen kleinen Hafen hat, zur Gemeinde. Die Kommune hat eine Fläche von 1517 km² und grenzt im Norden an La Unión in der Región de los Ríos, im Osten an San Pablo und an Osorno, im Süden an Río Negro und im Westen an den Pazifischen Ozean.
Die Geografie von San Juan de la Costa ist geprägt von Wald und Farmland, durchzogen von kleinen Flüssen. Dazu kommen die Strände in den Pazifikdörfern Maicolpue und Bahia Mansa. Teile der Küste von San Juan de la Costa sind Teil der Área marina y costera protegida Lafeken Mapu Lahuel, ein Meer- und Küstenschutzgebiet.

## Wirtschaft und Politik
In San Juan de la Costa gibt es 75 angemeldete Unternehmen. Wichtig für die Wirtschaft der Gemeinde sind vor allem immer noch die Landwirtschaft und die Fischerei, dazu kommt im Sommer Tourismus.
Der aktuelle Bürgermeister von San Juan de la Costa ist Bernardo Candia Henríquez von der christdemokratischen PDC. Auf nationaler Ebene liegt San Juan de la Costa im 55. Wahlkreis, unter anderem zusammen mit Osorno und San Pablo.

## Kultur und Tourismus
Besonders im Sommer sind die Pazifikbuchten von San Juan de la Costa beliebte Ziele für Touristen. Besonders hervorzuheben sind Maicolpue und Pucatrihue, die gut zu erreichen sind. Etwas weiter entfernt liegen auch Playa Tril-Tril und Caleta Manzano. San Juan de la Costa ist vor allem als Möglichkeit des Ökotourismus und des ethnischen Tourismus bekannt. Außerdem gibt es jeden Februar das Festival de pueblos originarios de América latina, ein Festival indigener Völker Lateinamerikas.

## Fotogalerie

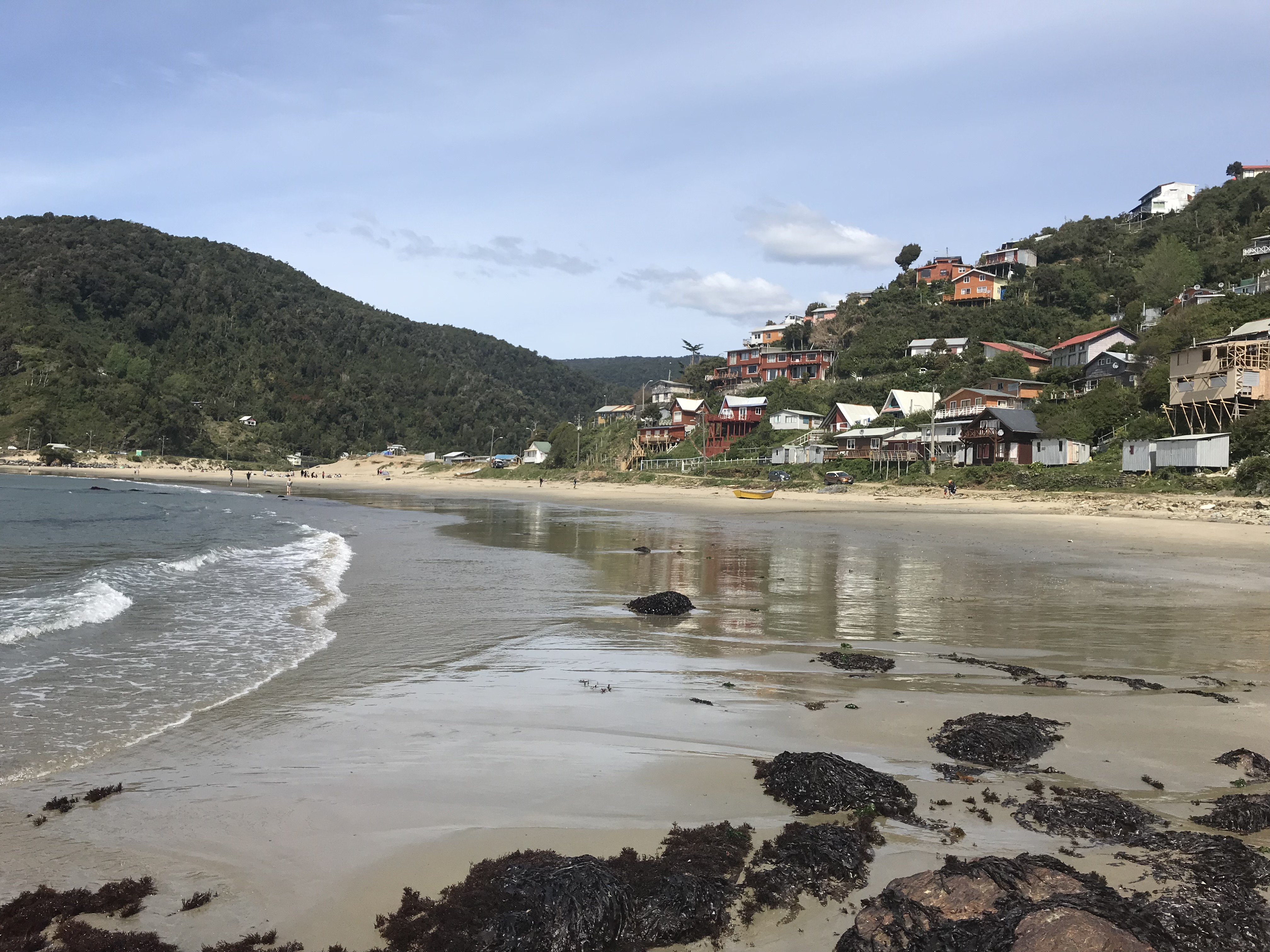
Das Dorf Maicolpue
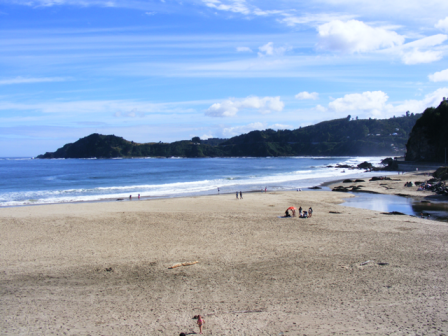
Strand von Maicolpue
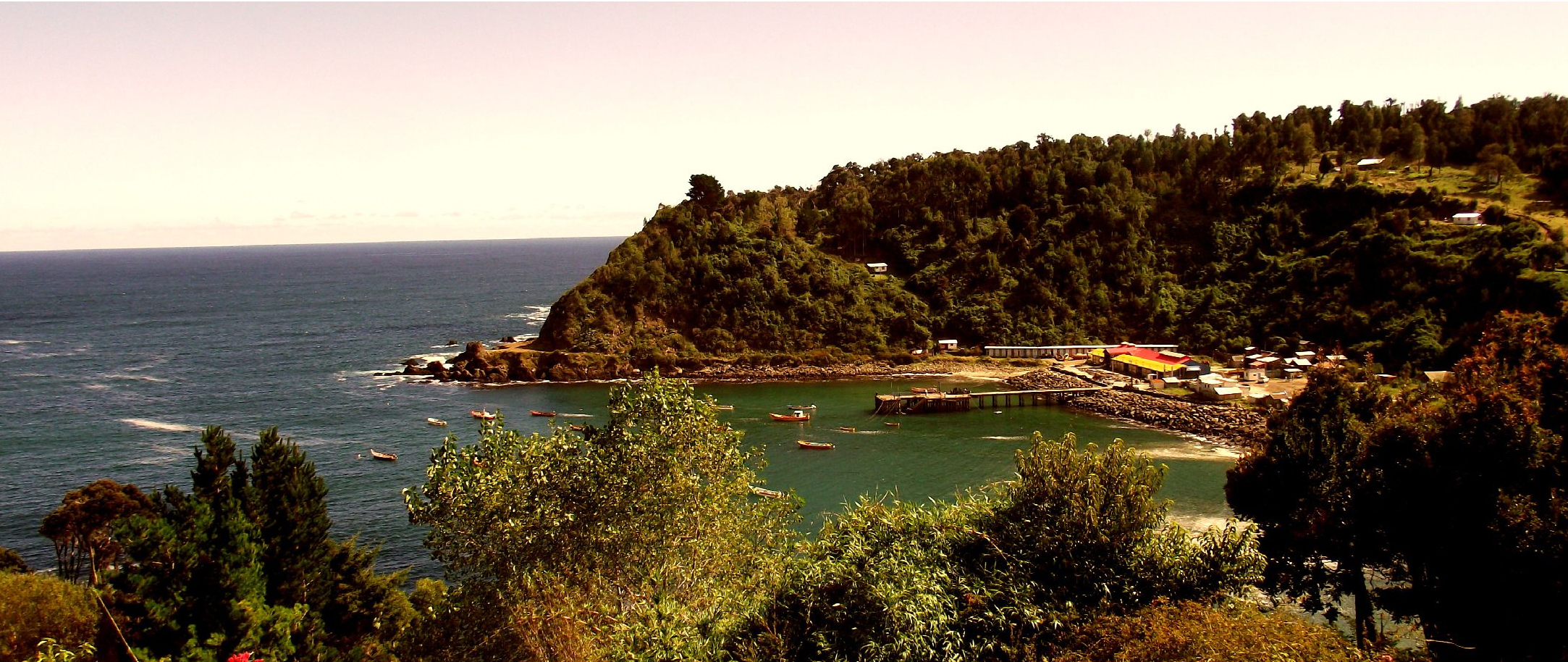
Bahia Mansa und der Hafen
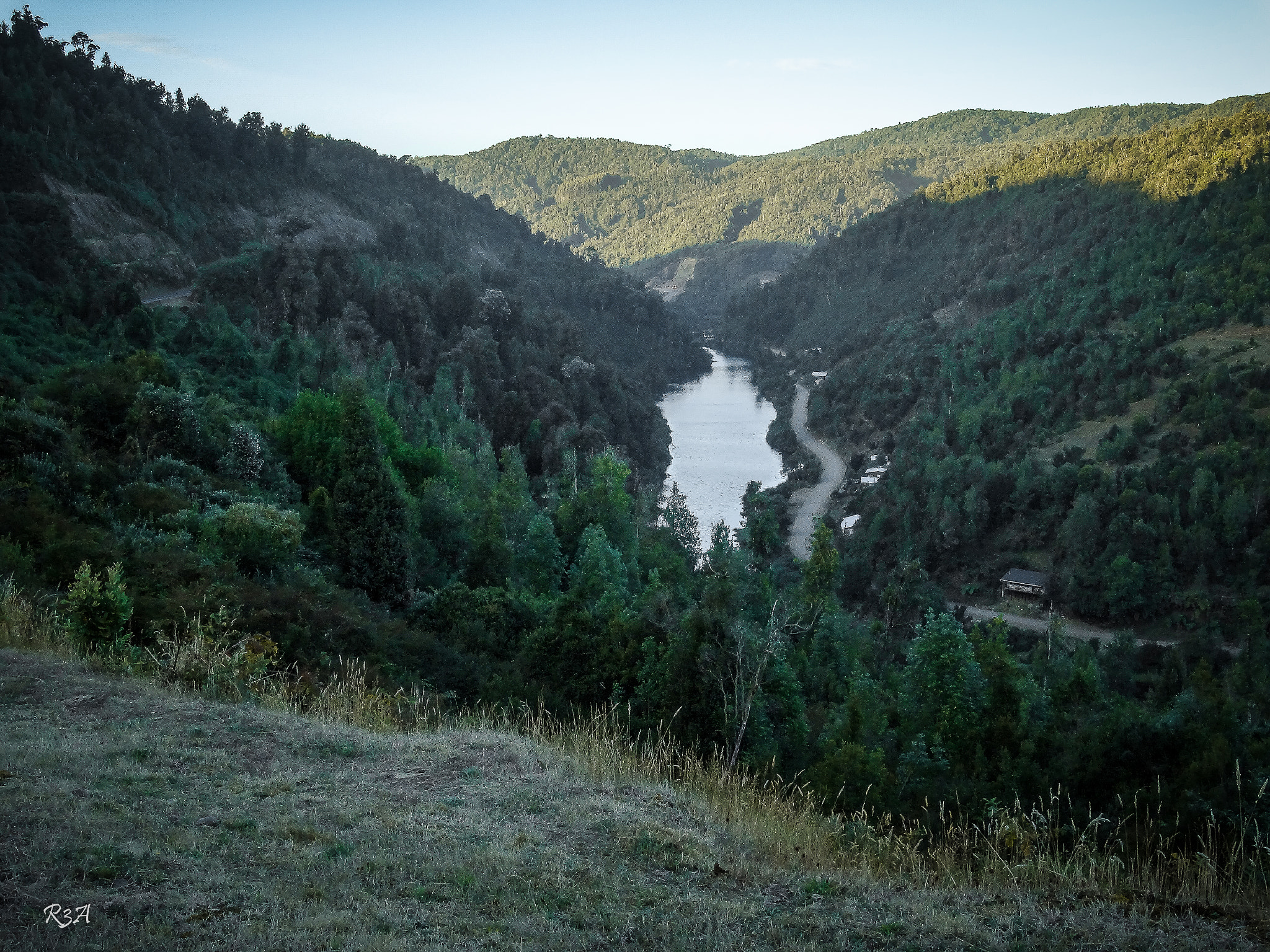
Der Río Choroy Traiguen
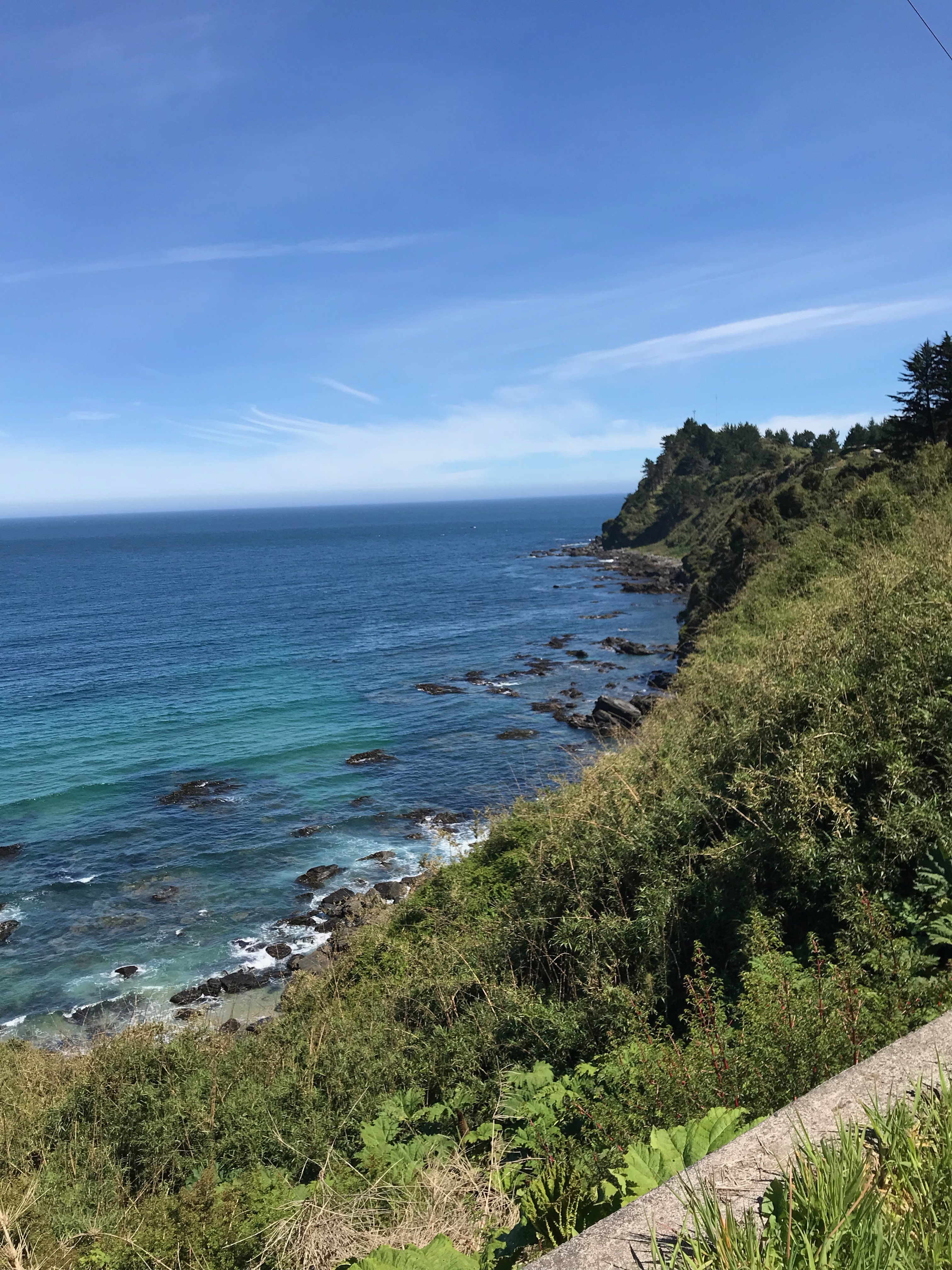
Pazifischer Ozean in San Juan de la Costa